# Damchö Pälbar
Damchö Pälbar  (1523-1599) was een Tibetaans geestelijke. Hij was de zesentwintigste Ganden tripa van 1589 tot 1596 en daarmee de hoofdabt van het klooster Ganden en hoogste geestelijke van de gelugtraditie in het Tibetaans boeddhisme.
Damcho Pelbar werd geboren in 1523 in Khangmar Shar, Tsang. Op jonge leeftijd werd hij toegelaten tot het Ne Chode-klooster, werd monnik en studeerde onder leiding van Paṇchen Nepa.
Hij diende als onderwijzer in het Drakwarklooster in Lhasa. Hij liet er een nieuwe Mahakalatempel bouwen en een grote thangka maken van Maitreya en de zestien Arhats. Ook introduceerde hij de Rikdra Ngachodtraditie en Jammongebeden.
Damcho Pelbar ging vervolgens naar het Retingklooster, was daar het hoofd van de lama's en paste de kloosterregels aan. Hij bewerkstelligde dat Reting een filiaalklooster werd van Tashilhunpo, het belangrijkste Gelug-klooster in Shigatse. Daarna verliet hij Reting en ging naar het Jangtse-college van het Gandenklooster voor het geven van onderricht.
Op de leeftijd van 67 jaar werd hij gekozen tot 26e Ganden tripa, hij bekleedde deze positie van 1589 tot 1596. In deze periode gaf hij onder andere les in tantra en soetra, en gaf leiding aan religieuze activiteiten als het jaarlijkse Monlam Chenmo gebedsfestival in Lhasa. 
In 1596, hij was toen 74, trok Trichen Damcho Pelbar zich terug als hoofdabt; hij overleed drie jaar later in 1599.